# ベアトリス・フォーブス
グラナード伯爵夫人ジェーン・ベアトリス・フォーブス(Jane Beatrice Forbes, Countess of Granard, 1883年7月19日 - 1972年1月30日)（旧姓ミルズ(Mills)）は、アメリカ合衆国生まれの女性で、イギリスの貴族との結婚により伯爵夫人の称号を帯びた人物である。大英帝国勲章デイム・コマンダー (DBE) を受けている。

## 生涯
ベアトリス・ミルズは1883年7月19日にアメリカ合衆国ロードアイランド州ニューポートで生まれた 。父はニューヨーク・セントラル鉄道の取締役などを務めたオグデン・ミルズである。ベアトリスには双子の姉妹であるグラディス・ミルズと、弟のオグデン・ミルズ・ジュニアがいる。
1909年1月14日にベアトリス・ミルズは第8代グラナード伯爵バーナード・フォーブスに嫁ぎ、グラナード伯爵との間に4人の子をもうけた。そのうち長女のモイラ (Moira) は初めブランテス伯爵ルイ・ド・ブランテス (Louis de Brantes, Comte de Brantes) と結婚したが離婚し、モンテレーラ伯爵テオ・ロッシ・ディ・モンテレーラ (Theo Rossi di Montelera, Conte di Montelera)と再婚した。次女アイリーン (Eileen) は第5代ビュート侯爵ジョン・クライトン＝ステュアートに嫁いだ。
ベアトリス・ミルズは結婚によって「グラナード伯爵夫人」「レディ・グラナード」として知られるようになった。夫であるグラナード伯爵の資産は限られていたので、アイルランドのロングフォード県ニュータウンフォーブスにあったフォーブス城の修復は、彼女が資金を出して完成させた。夫妻は主にロンドンのホーキン街にあるフォーブス・ハウスやパリのヴァレンヌ通り (Rue de Varenne) にある屋敷に住んだ。
1920年に、ベアトリス・ミルズ・フォーブスは大英帝国勲章のデイム・コマンダーを受勲し、「デイム」の称号を授かっている。
夫に先立たれたベアトリスは、23年あまりにわたって未亡人暮らしをしたあと、1972年1月30日にパリの屋敷でこの世を去った。

## 競馬との関わり
ベアトリス・ミルズはニューヨーク州のスタアツバーグにある「リビングストン屋敷 (Livingston Mansion)」で育った。ベアトリスの父、オグデン・ミルズはアメリカとフランスでサラブレッドを走らせており、第17代ダービー伯爵エドワード・スタンリーと盟友の間柄だった。グラディスと弟のオグデン・ジュニアは、やがてアメリカ競馬史上、卓越した成績をあげたウィートリー厩舎を開くことになる。
ベアトリスの夫、グラナード伯爵バーナード・フォーブスは、イギリス王室の主馬頭の職にあり、国王ジョージ5世の王室厩舎と王室牧場を司っていた。1929年1月29日にベアトリスの父オグデン・ミルズが没すると、ベアトリスはフランスにあった牧場を相続した。この年、ベアトリスは馬主の賞金ランキングの1位になった。その後、馬主としての主な勝鞍には、1933年のフランスのリュパン賞とパリ大賞典（いずれもカピエロ (Cappiello)）、イギリスの1000ギニー（1964年のプールパルレ）、フランスのジャック・ル・マロワ賞を2回（1937年のアンフロード (En Fraude) と1967年のカラベラ (Carabella)）などがある。
ベアトリスの親族によるウィートリー厩舎によるアメリカでの最大の代表馬がボールドルーラーである。ボールドルーラーは北米の種牡馬チャンピオンに8度輝き、名誉の殿堂入りした。グラディスとオグデン・ジュニアはボールドルーラーを生産したほか、チャンピオン牝馬のミスティモーンを出している。ミスティーモーンにボールドルーラーを配合して生まれたのが*ボールドラッド(USA)（1962年生）で、全米2歳牡馬チャンピオンになった。1964年に生まれたボールドルーラー産駒の牡馬にも「ボールドラッド(Bold Lad (IRE)」の名が与えられた。こちら（ボールドラッド(IRE)）はベアトリス（グラナード伯爵夫人）による生産馬で、イギリスとアイルランドで走り、全英2歳牡馬チャンピオンになった。